# Ферми-импульс
Фе́рми-и́мпульс или квазии́мпульс Фе́рми — значение квазиимпульса электрона или дырки на уровне Ферми. При нулевой температуре, когда система вырождена, этот импульс максимален для всех электронов и дырок. 
Если зонная структура кристалла такова, что дно зоны проводимости находится в нуле (Гамма-точке зоны Бриллюэна) и электроны подчиняются изотропному квадратичному закону дисперсии, то
{\displaystyle p_{F}={\sqrt {2m_{e}E_{F}}}},
где {\displaystyle m_{e}} — эффективная масса электрона, {\displaystyle E_{F}} — энергия Ферми. Для долин, находящихся не в Гамма-точке, а, допустим, на краях зоны Бриллюэна, отсчёт квазиимпульса ведётся от соответствующих экстремумов.
С фермиевским импульсом связаны такие величины как фермиевский волновой вектор
{\displaystyle p_{F}=\hbar k_{F}}
и фермиевская длина волны
{\displaystyle k_{F}={\frac {2\pi }{\lambda _{F}}}\,}.
Для линейного закона дисперсии
{\displaystyle E=\hbar v_{F}|{\textbf {k}}|\,},
где {\displaystyle \hbar } — постоянная Планка, {\displaystyle v_{F}} — фермиевская скорость (наклон закона дисперсии, эффективная скорость света), {\displaystyle k} — волновой вектор, можно записать
{\displaystyle p_{F}={\frac {E_{F}}{v_{F}}}\,}.
Такой случай реализуется, например, в графене.